# داريو (لاعب كرة قدم)
داريو (بالبرتغالية: Dario Alegria‏) (5 أبريل 1944 في البرازيل - 9 أكتوبر 2021) هو لاعب كرة قدم برازيلي في مركز الوسط. شارك مع منتخب البرازيل لكرة القدم. أما مع النوادي، فقد لعب مع نادي بالميراس ونادي فلامنغو ونادي فلومينينسي ونادي مونتيري ونادي بوتافوغو اس بي ونادي برازيليا الرياضي للمركز التعليمي الموحد ‏ ونادي أمريكا وأتلتيكا  كالدينسي ‏.

## وصلات خارجية
- دَاريو على موقع ناشيونال فوتبول تيمز (الإنجليزية)